# Вомсатер (Вајоминг)
Вомсатер (енгл. Wamsutter) град је у америчкој савезној држави Вајоминг.

## Демографија
По попису из 2010. године број становника је 451, што је 190 (72,8%) становника више него 2000. године.
| Група             | 2000.       | 2010.       |
| Белци             | 219 (83,9%) | 337 (74,7%) |
| Афроамериканци    | 0 (0,0%)    | 3 (0,7%)    |
| Азијати           | 0 (0,0%)    | 0 (0,0%)    |
| Хиспаноамериканци | 34 (13,0%)  | 89 (19,7%)  |
| Укупно            | 261         | 451         |